# かんぱち・いちろく
かんぱちおよびいちろくは、九州旅客鉄道（JR九州）が博多駅 - 別府駅間を鹿児島本線・久大本線・日豊本線経由で運行する列車である。案内上の列車種別は特急列車であるが、座席の一般発売はされておらず、実質的な団体専用列車として運行されている。
本項では、当列車に使用される鉄道車両についても記述する。

## 概要
2024年（令和6年）春の「福岡・大分デスティネーションキャンペーン」に合わせて導入する観光列車（D&S列車）として、同年4月26日に運行を開始した。2023年5月に導入計画が発表され、同年10月には列車名や座席構成、サービスの一部が明らかにされている。コンセプトは「ゆふ高原線の風土をあじわう列車」。
「特急」を名乗るが座席のみでの発売はなく、食事付きの旅行商品（パッケージツアー）専用となっており、市販の『JR時刻表』などにも本列車の時刻は記載されていない。
列車名は下り列車（博多駅発）が「かんぱち」、上り列車（別府駅発）が「いちろく」である。列車名は久大本線沿線の歴史的人物に由来し、「かんぱち」は久大本線の全線開通に尽力した麻生観八から、「いちろく」は由布院への鉄道誘致に尽力した衞藤一六から取られている。

## 運行概況
1日につき「かんぱち」または「いちろく」のどちらかが片道1本設定される形で、原則として月・水・土曜日に「かんぱち」が、火・金・日曜日に「いちろく」が運行される。所要時間はどちらも約5時間。
博多駅 - 別府駅間の運転で、博多側では博多駅（「いちろく」のみ久留米駅でも）、別府側では由布院駅・大分駅・別府駅で乗降可能である。また「おもてなし駅」として「かんぱち」では田主丸駅・恵良駅、「いちろく」では天ケ瀬駅・うきは駅で車外に出ることが可能で、地域による歓迎を受けることができる。なお、久留米駅 - 由布院駅間を含まない利用はできない。
車内で提供される食事は曜日ごとに異なり、「かんぱち」では福岡県内の店が、「いちろく」では大分県内の店が担当する。

## 使用車両
元「いさぶろう・しんぺい」のキハ47形気動車2両とキハ125形気動車1両を改造した2R形気動車3両編成で運行される。形式名は「（麻生と衞藤）2人のロマンスカー」を意味し、車号も以下の通り列車に関係するものに変更されている。全車両が大分車両センターに所属する。
- 1号車：キハ47 9082 → 2R-16（衞藤「一六」から）
- 2号車：キハ125-24 → 2R-80（車内のテーブルの長さ約「8」メートルから、他車と揃えて2桁に）
- 3号車：キハ47 8159 → 2R-38（麻生が「八」鹿酒造の「3」代目だったことから）

デザインは鹿児島県に本社を置くIFOOが行っており、水戸岡鋭治およびドーンデザイン研究所が関与しない初のD&S列車となっている。テーブルやソファなど車内の家具は、大分県に本社を置くベストリビングが製作した。

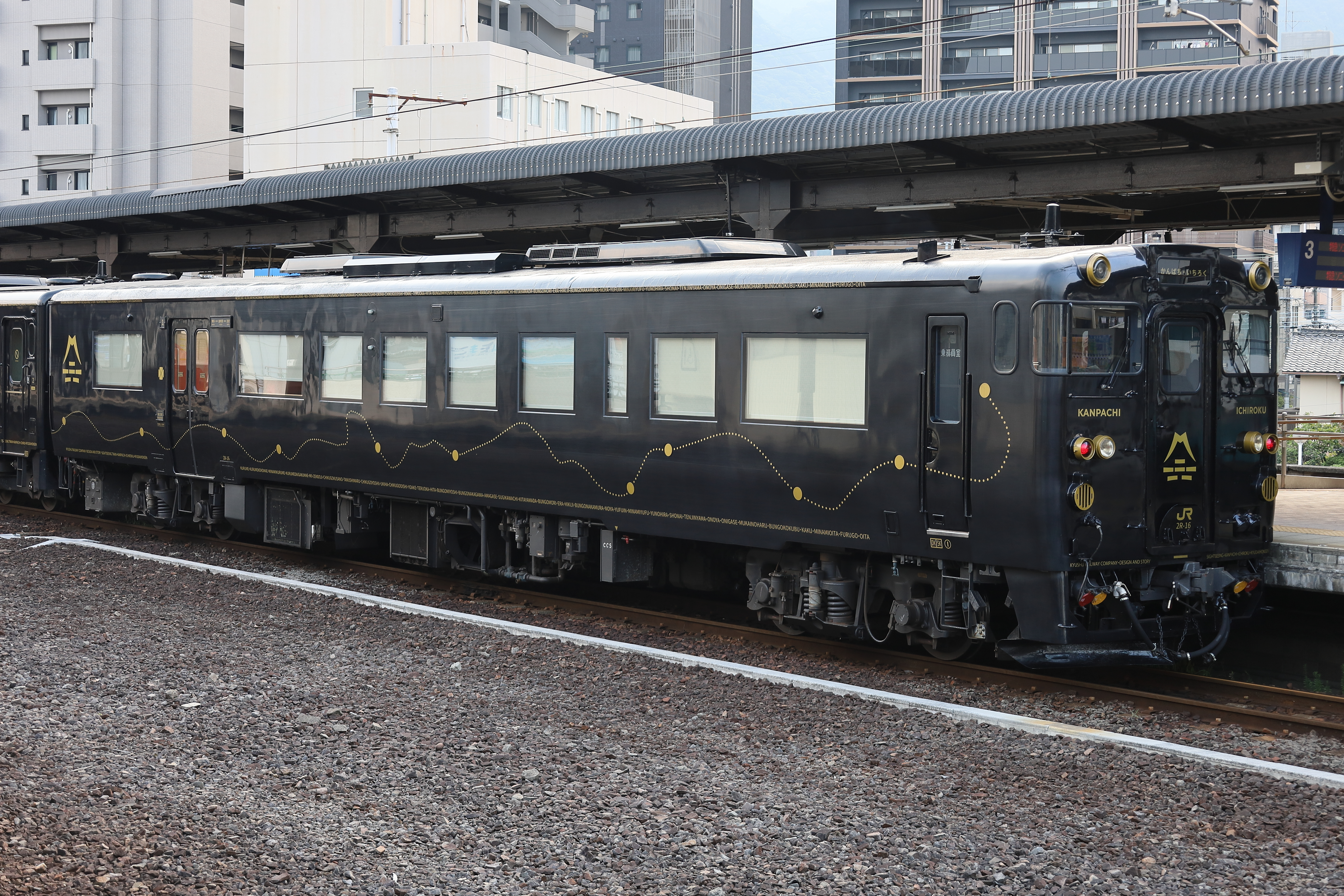
1号車：2R-16
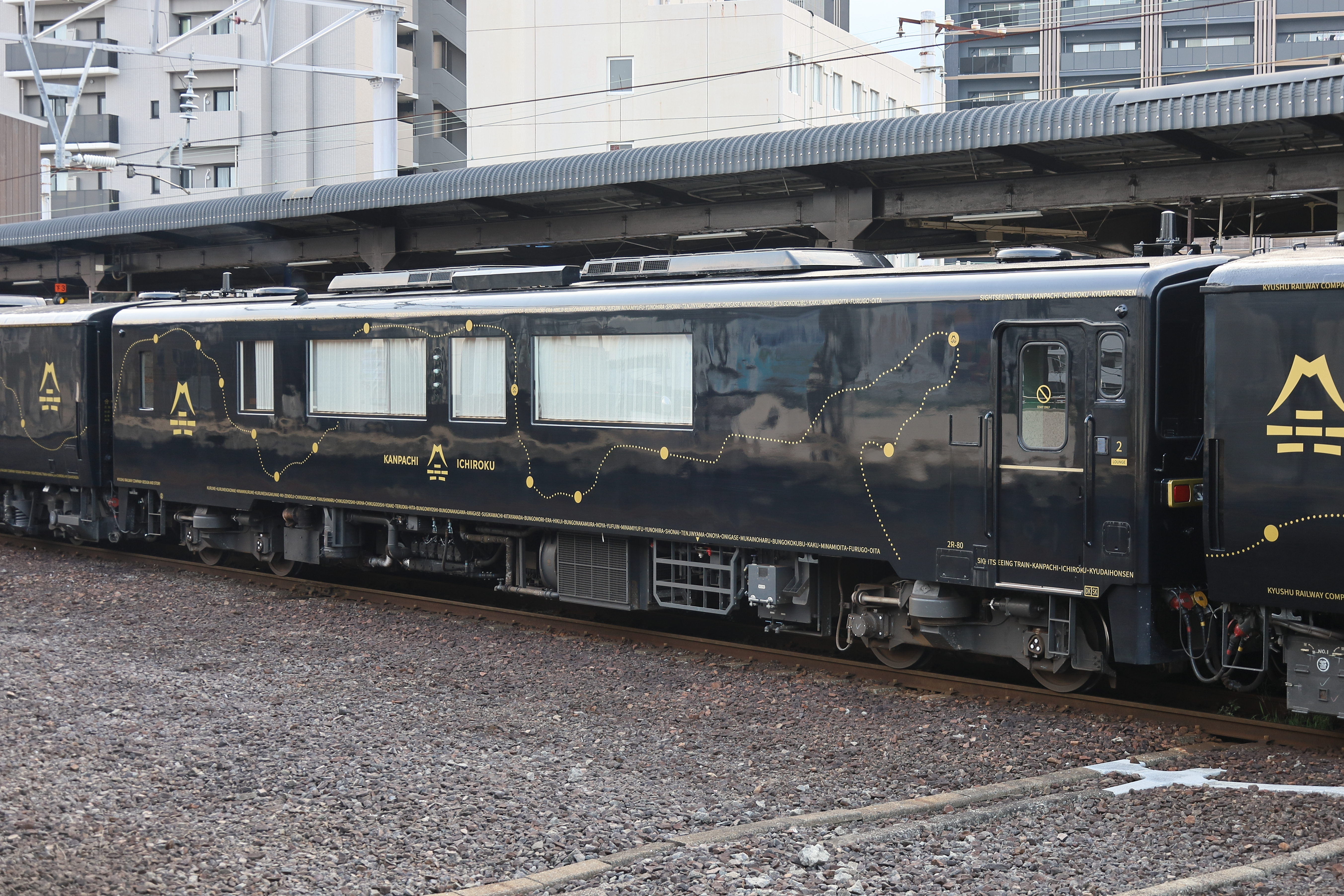
2号車：2R-80
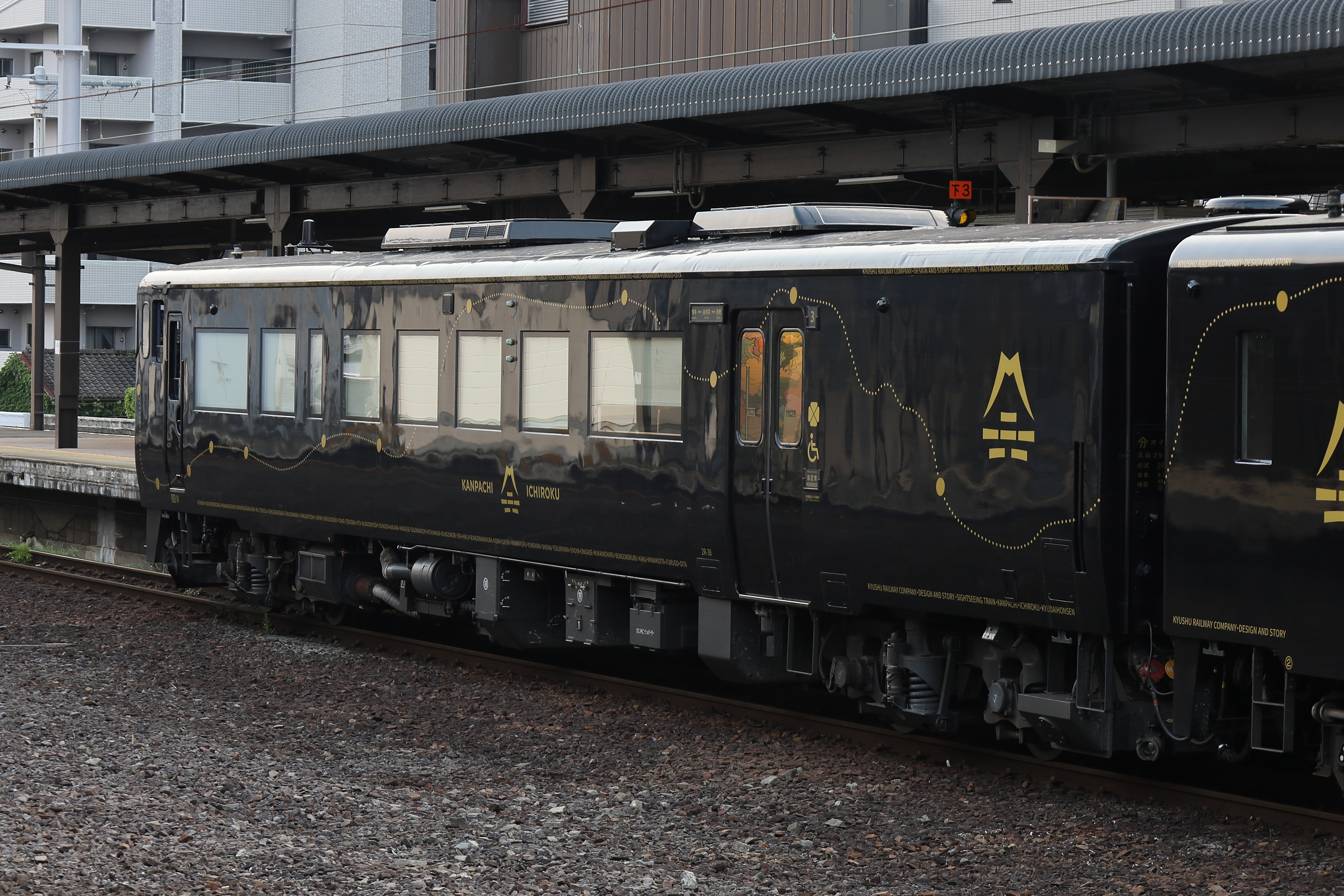
3号車：2R-38
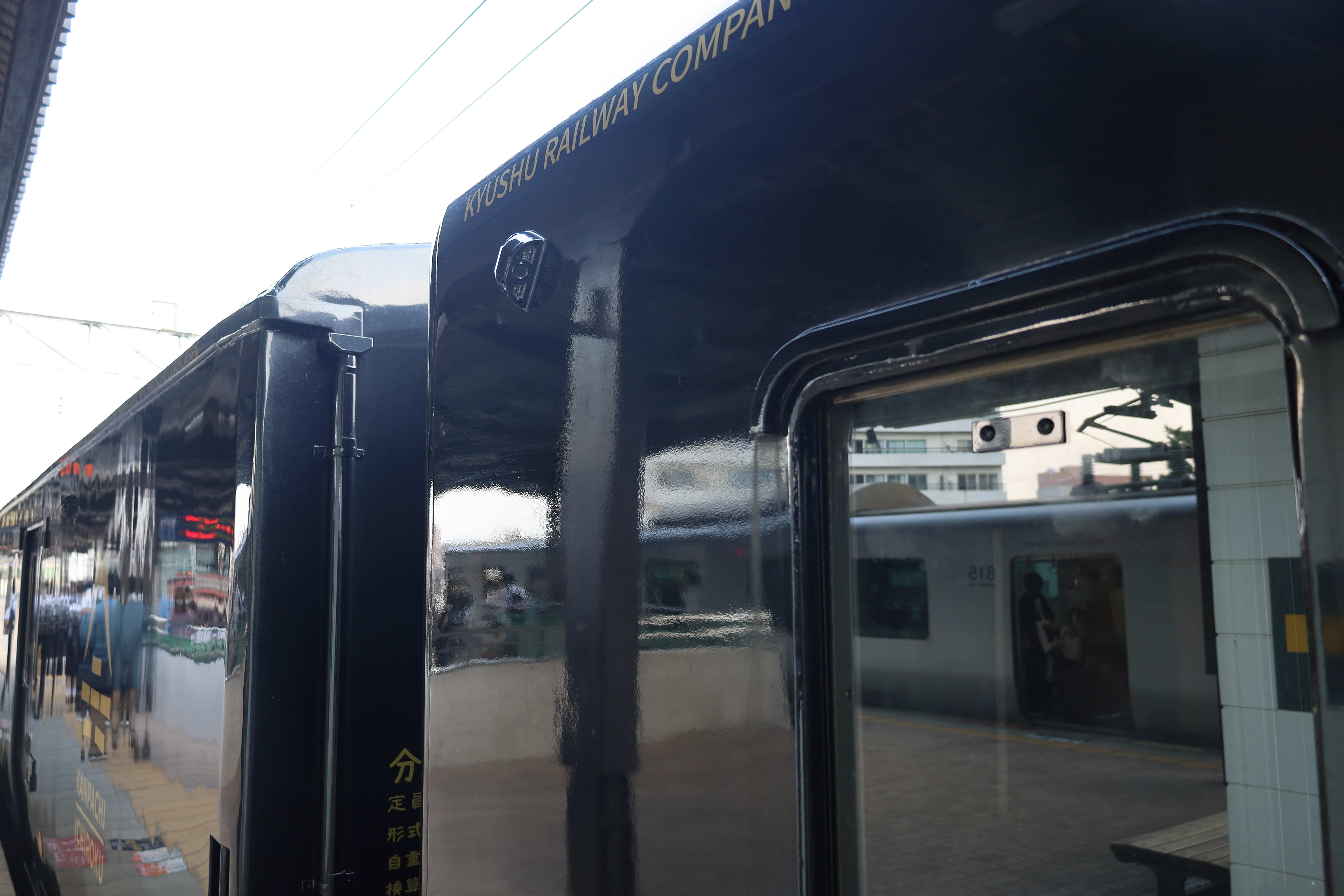
2R-80形に設けられた車側安全確認カメラ

### 外装・車体
艶のある黒色をベースに、側面には金色で久大本線の路線図と駅名を描いている。各車両の客用扉は片側1か所となっているが、2号車のものは係員専用である。
車体側面には同JR九州の近郊型電車等にもある車側安全確認カメラが新設されている。

### 内装
全車両がグリーン車扱いである。座席は1・3号車で指定され、食事も自席でとる。
別府方先頭車の1号車は、大分・別府の火山・温泉や大分県旗をイメージした赤色が基調の内装で、片側を通路とした3人掛けソファ5組のほか、4人掛け・6人掛けのボックス席が各1組、定員6人（4人から利用可能）の「畳個室」が1室設けられている。個室内には線路と直角向きに向かい合う2人掛け・3人掛けのソファと、可動式座席1脚がある。連結面寄りにはロッカーがある。
中間車となる2号車は売店付きのフリースペース「ラウンジ杉」で、樹齢250年・長さ7.88メートルのスギの一枚板によるテーブルが名前の由来である。内装は由布院・日田エリアの風土をイメージしており、天井には日田の底霧を表現した装飾を取り付けている。
博多方先頭車の3号車は福岡・久留米エリアの風土がモチーフとなっており、平野と山々、福岡県章からとった緑と青がベースの内装としている。2人掛け4組・3人掛け1組・4人掛け3組の計8組からなるボックス席を両側に配置しており、1号車同様に連結面寄りにロッカーがある。運転台直後には4 - 6人用「畳個室」も1室設けているが、こちらは線路と並行する向きに3人掛け座席が向かい合う形である。
このほか車内には、「物語の入り口へ」をテーマに沿線の風土を描いた、福岡・大分ゆかりの芸術家によるアート作品を展示している。便所は3号車にあり、男性用小便器と大便器が各一つある。